# Isaiah Brown
Isaiah Jay Brown (ur. 7 stycznia 1997 w Peterborough) – angielski piłkarz występujący na pozycji pomocnika w Brighton & Hove Albion.